# Caproni Ca.133
O Caproni Ca.133 foi um avião transporte/bombardeiro de três hélices usado pela Regia Aeronautica durante a Segunda Guerra Mundial.

## Especificações
Dados de: World Encyclopedia of Civil Aircraft.
Descrições gerais
- Tripulação:  5 - bombardeiro; 3 - civil
- Capacidade: Até 2 500 kg (5 510 lb) de carga
- Comprimento: 15,45 m (51 ft)
- Envergadura: 21,44 m (70 ft)
- Altura: 4 m (13 ft)
- Área alar: 65 m² (700 ft²)
- Peso vazio: 4 000 kg (8 820 lb)
- Peso bruto (carregado): 6 700 kg (14 800 lb)
- Peso de decolagem: 6 500 kg (14 300 lb)

Motorização
- Número de motores: 3x
- Tipo do motor: Motor a pistão radial
- Fabricante/modelo: Piaggio Stella VII.C 16 refrigerado a ar
- Potência por motor: 475 hp (354 kW)

Performance
- Velocidade máxima: 260 km/h (162 mph)
- Velocidade de cruzeiro (km/h): 200 km/h (124 mph)
- Alcance: 1 350 km (839 mi)
- Tecto de serviço: 5 500 m (18 000 ft)

Armamentos
- Metralhadoras/canhões: 4x Breda-SAFAT de calibre .303 7,7 mm (0,303 in)
- Bombas: 1 200 kg (2 650 lb) de bombas em baias internas